# Brent Ward Jett
Brent Ward Jett (*5. října 1958, Pontiac, stát Michigan, USA), americký letec, důstojník a kosmonaut. Ve vesmíru byl čtyřikrát.

## Život

### Studium a zaměstnání
Na Floridě vychodil základní i střední školu a pak pokračoval ve studiu na vojenské námořní akademii US Naval Academy v Annapolis. Ukončil jej v roce 1981.
Po několika letech pokračoval ve studiu postgraduální nástavbou na námořní akademii v Monterey. Dostudoval v roce 1989 a působil poté jako pilot na letadlové lodi USS Saratoga.
V letech 1992 až 1993 absolvoval výcvik budoucích astronautů v Houstonu, od roku 1993 byl členem tamní jednotky kosmonautů NASA.

### Lety do vesmíru
Na oběžnou dráhu se v raketoplánech dostal třikrát, pracoval na orbitálních stanicích Mir i ISS.
Strávil ve vesmíru 41 dní, 18 hodin a 1 minutu.
Byl 338 člověkem ve vesmíru.
- STS-72 Endeavour (11. leden 1996 – 20. leden 1996), pilot
- STS-81 Atlantis (12. ledna 1997 – 22. ledna 1997), pilot
- STS-97 Endeavour (1. prosinec 2000 – 11. prosinec 2000), velitel
- STS-115 Atlantis (9. září 2006 – 21. září 2006), velitel